# 城步苗族自治县
城步苗族自治县，简称城步县，是湖南省邵阳市下辖的自治县，是中国五个苗族自治县之一，位于湖南西南边陲、邵阳市西南部，南部与广西壮族自治区接壤。城步县辖区总面积2647平方公里（999.37 平方英里），总人口約23万人，以苗族为主，占64.41%。 城步县旅游资源丰富，境内有湖南南山国家公园，是中国首批十家国家公园之一；但经济欠发达，是国家级贫困县。县人民政府駐儒林镇。

## 历史
隋末，萧铣据邵阳置建州，设武攸县，治今城步县城儒林镇，为城步置县之始。
唐武德四年（621年），唐平萧铣，改武攸为武冈，隶南梁州。贞观十年，改南梁州为邵州。
北宋初年，武冈县移治于今武冈市城关镇，熙宁八年（1075年）原县治改置城步寨，“城步”之名始于此。
崇宁二年（1103年）析武冈、绥宁地置城步县，治城步寨，隶邵州。
崇宁五年（1106年）改邵州武冈县设置武冈军。城步县隶武冈军。
清乾隆三年至六年（1738年～1741年）城步一度改隶靖州。
民国二年（1913年）隶湘江道，民国十一年（1922年）直隶于省，民国二十六年（1937年）属第六行政督察区。
1949年10月14日，城步县为中国人民解放军占据，隶属邵阳区督察专员公署，后隶属邵阳专员公署、邵阳地区行政公署。
1956年11月30日，撤销城步县建制，建立城步苗族自治县，系全国第二个苗族自治县。
1986年1月27日，邵阳撤地设市，城步苗族自治县隶属邵阳市。

## 行政区划
城步苗族自治县下辖7个镇、5个乡：
儒林镇、茅坪镇、西岩镇、丹口镇、五团镇、长安营镇、威溪乡、白毛坪镇、兰蓉乡、汀坪乡、蒋坊乡和金紫乡。

## 地理
城步苗族自治县地处湖南省西南边陲，与广西壮族自治区接壤，位于北纬25°58ˊ～26°42ˊ，东经109°58ˊ～110°37ˊ。东邻新宁县，西接绥宁县和通道侗族自治县，南邻广西省资源县和龙胜各族自治县，北毗武冈市。辖区东西纵距65千米，南北纵距86千米。总面积2647.07平方千米，折合397.06万亩，其中陆地2496.4平方千米，占94.31%，水域150.6平方千米，占5.69%。人口密度为每平方千米103人。
城步县位于雪峰山脉与南岭山脉交汇之处，沅江支流巫水上游，崇山峻岭，溪河纵横，地势南高北低，南岭山脉绵亘南境，雪峰山脉耸峙东西，北部与中部连成狭长平缓地带，形成东、南、西三面较高，向北敞口的态势。全县平均海拔696.8米，境内最高峰为二宝顶，海拔2021米，境内最低处为西匡塘口，海拔326米。其它较高的山峰有南山顶（海拔1940米）、牛坡头（海拔1913米）、金紫山（海拔1883.1米）、黔峰山（海拔1678米）等。
全县共有大小溪河816条，总长4036公里。河流呈辐射状从南、西、北三个方向流向县外，分属长江、珠江两大水系。资水、巫水、渠水与浔江皆发源于城步县境内。其中巫水为县境最大的河流，系沅水一级支流，属长江水系，县境干流长106公里，流域面积1576.4平方公里。浔江为西江二级支流，属珠江水系，系县内第二大水系，县境内河长55.5公里，流域面积578.1平方公里。资水又名赧水，属长江水系，县境内干流长33公里，流域面积418平方公里。渠水为沅江一级支流，属长江水系，县境内干流长29.3公里，流域面积153平方公里。县境底层复杂，储水构造多，水质以碳酸钙型为主，为低矿化淡水。水能蕴藏量为29.9万千瓦。
县城儒林镇位于县境中部，北距邵阳市206公里，距省会长沙436公里，南至广西省桂林市210公里。（均为公路里程）

## 交通通信
境内有 219省道贯通， 319省道。
全县13个乡镇基本实现村村通公路，通车里程729公里。
全县城乡已开通10000门光缆数字程控电话，无线寻呼、移动电话、传真电报、可视电话、国际互联网等现代通讯手段均已具备。
境内矿藏资源较为丰富。探明矿藏有32种，包括金、银、铜、锰、钨、铅锌、锌镉、铁、硫铁、钼、锑、滑石、碎白云母、石煤、辉绿岩、钾长石、粘土矿、优质石灰岩、磷、方解石、重晶石等。其中锌镉、硫铁、辉绿岩、滑石、碎白云母为大型矿床。
境内植物资源，尤其是林业资源丰富。有野生植物1700余种，其中乔灌木树种107科921种，牧草63科262种，药用植物352种，野生经济果木、淀粉、纤维、烤胶原料植物80余种。林地总面积21.5万公顷，森林覆盖率79%，活立木蓄积量766万立方米，居湖南省第六位，是湖南省重点林区县之一，也是速生丰产林商品材基地。杉木蓄积量375.9万立方米，松木156.4万立方米，杂木216.5万立方米。全县楠竹面积32万亩，总蓄积量3962.9万根。草山面积9.1万公顷，占土地面积的35%，其中集中连片草山6.3万公顷，可载畜8.7万头。

## 人口和语言
2009年，城步苗族自治县辖区总人口为26.33万人，常住人口为为23.95万人。2017年，辖区总人口为27.48万人，其中城镇常住人口6.13万人，城镇化率22.31%。另有流动人口8693人。
2011年，人口出生率为14.80‰，人口死亡率为6.03‰，人口自然增长率8.77‰。
2017年，总人口中，男性14.01万人，占50.98%，女性13.47万人，占49.02%；14岁以下3.68万人，占13.39%，15～64岁15.22万人，占55.39%，65岁以上8.58万人，占31.22%，社会老龄化现象明显。
2017年，总人口以苗族为主，达17.70万人，占64.41%，汉族5.47万人，占19.91%。另有侗、回、瑶等18个少数民族。人口超过5000人以上的有侗、回、瑶族等5个少数民族，其中侗族1.17万人，回族1.05万人。
根據第七次人口普查數據，截至2020年11月1日零時，城步苗族自治縣常住人口為227911人。
主要语言有湘语（娄邵片）和苗语（猫家话）。

## 政治

### 现任领导
| 机构     | 城步苗族自治县人民政府 县长 | · 中国共产党 · 城步苗族自治县委员会 · 书记 | 城步苗族自治县人民代表大会 常务委员会 主任 | · 中国人民政治协商会议 · 城步苗族自治县委员会 · 主席 |
| -------- | --------------------------- | ------------------------------------------ | ------------------------------------------ | ---------------------------------------------------- |
| 姓名     | 空缺                        | 王慧敏                                     | 李宪                                       | 唐承威                                               |
| 民族     |                             | 汉族、女性                                 | 汉族                                       | 苗族                                                 |
| 出生地   |                             |                                            | 湖南省新邵县                               | 湖南省城步苗族自治县                                 |
| 出生日期 |                             |                                            | 1970年7月（54歲）                          | 1973年6月（51歲）                                    |
| 就任日期 |                             | 2021年10月                                 | 2021年10月                                 | 2023年1月                                            |

## 经济
| 城步苗族自治县国内生产总值列表 | 城步苗族自治县国内生产总值列表 | 城步苗族自治县国内生产总值列表 | 城步苗族自治县国内生产总值列表 | 城步苗族自治县国内生产总值列表 |
| ------------------------------ | ------------------------------ | ------------------------------ | ------------------------------ | ------------------------------ |
| 年                             | 年                             |                                | GDP                            | GDP                            |
| 2004                           | 2004                           |                                | 10.4319                        | 10.4319                        |
| 2009                           | 2009                           |                                | 15.9691                        | 15.9691                        |
| 2010                           | 2010                           |                                | 18.9                           | 18.9                           |
| 2018                           | 2018                           |                                | 41.6453                        | 41.6453                        |
| 单位：亿元                     |                                |                                |                                |                                |

经济欠发达，是国家级贫困县。
2009年，全县GDP实现15.97亿元，三次产业结构为为36.2：34.7：29.1。按可比价、常住人口计算，人均GDP为6690元。2018年，全县GDP实现41.65亿元，同比增长6.3%（按可比价格），三次产业结构为22.6：34.6：42.8。按可比价、常住人口计算，人均地区生产总值15181元，在湖南省122个区县级单位中倒数第二位。
农业发展较为平稳。2018年，全县农林牧渔业总产值17.32亿元，同比增长4.4%。粮食总产量为7.75万吨，油料产量4095吨，水果产量4.38万吨，蔬菜产量9.76万吨，肉类总产量1.65万吨，水产品产量892.2吨。
工业发展水平较低。2018年，全县27家规模以上工业企业实现增加值3.83亿元，同比减少1.8%。奶业是支柱产业之一，全年生产奶粉0.7万吨、液态奶1.2万吨。全年发电量5.38亿千瓦时，下降13%。
社会消费较快增长。2018年，全县社会消费品零售总额30.48亿元，同比增长11.7%，其中县城25.01亿元，增长10%，占消费品零售总额的82.1%；县城以下5.47亿元，增长20.3%，占消费品零售总额的17.9%。
招商引资发展较慢。2018年，实际利用内资95.9亿元，增长19.1%。
对外贸易规模较小。2018年，实现进出口总额39万美元。
财政状况较为紧张。2018年，实现财政总收入3.49亿元，同比下降25.68%，其中一般预算收入完成2.31亿元，同比下降24.38%。财政支出2.74亿元，增长11%，其中教育、卫生和社保支出分别为5.09亿元、2.08亿元、3.41亿元，分别比上年同期增长了24.38%、－20.54%和－18.88%。
2018年末，全县金融机构存款余额787206万元，比上年增长0.2%。贷款余额444920万元，比上年增长7.0%。贷款占存款的比例为56.5%。

## 特产
城步青钱柳茶：国家地理标志产品。以青钱柳鲜叶为原料，经过杀青、揉捻、挑拣、干燥、包装等工艺生产成的采用类似茶叶冲泡（浸泡）方式供人们饮用的代用茶。

## 教育
2009年末，有各级各类学校187所，在校学生27288人，其中普通中学25所，在校学生9053人；普通小学159所，在校学生17516人。
2018年末，有各级各类学校217所，在校学生43190人，其中普通中学25所，在校学生12534人；中等职业中学2所，在校学生743人；普通小学139所，在校学生22823人；特教学校1所，在校学生97人；幼儿园50所，在校幼儿6993人。
2018年末，全县小学专任教师1369人，普通中学教师973人，职业中学教师62人，特教教师8人。学龄儿童入学率、小学适龄儿童升学率、初中升学率均达100%，高中阶段毛入学率84%，九年义务教育巩固率99.5%。
2018年，全年教育经费支出5.08亿元。

## 卫生
2009年末有各类卫生机构37个，其中医院、卫生院12个，总床位505张，卫生技术人员834人。
城步苗族自治县地处中亚热带季风湿润气候区，属中亚热带山地气候，四季分明，雨量充沛。全年日数时数在1136.6～1601.5小时左右，年平均气温16.1℃，无霜期271天，年降雨量1218.5毫米，年平均降雪日数9.8天。

## 风景名胜
生态环境良好，旅游资源丰富。湖南南山国家公园位列国家首批十家国家公园之一。白云水库库容3.6亿立方米，水路长19.6千米，湖中岛屿星罗棋布，有“高峡平湖”与“千岛湖”之美誉。
2018年，各景点接待国内外游客243.23万人次，同比增加16.5%，实现旅游综合收入17.8亿元，同比增加15.6%。
主要景区包括：
- 湖南南山国家公园
- 两江峡谷国家森林公园
- 十万古田
- 文昌阁
- 马鞍山
- 丹口镇桃林村（省级旅游景观名村）
- 杨家将
- 白水洞瀑布
- 回龙桥
- 石羊冲
- 沙角洞
- 长安营
- 沉江小山峡
- 清风洞
- 大龙井
- 萝卜洞
- 大寨古杉群
- 白云洞
- 碧云洞

## 參閱
- 城步鄉土志